# Mariano Baptista Gumucio
Mariano Baptista Gumucio (Cochabamba, 1933) es un escritor e historiador boliviano. Es también bisnieto del expresidente de Bolivia Mariano Baptista Caserta.

## Reseña biográfica
Estudió Derecho en la Universidad Mayor Real y Pontificia San Francisco Xavier de Chuquisaca y en la Universidad Mayor de San Andrés. Realizó estudios de literatura inglesa en el City of London College.
Creó la Biblioteca Popular de Última Hora, que editó 50 títulos de autores bolivianos. Es miembro de número (silla H) de la Academia Boliviana de la Lengua, desde el 9 de abril de 1974.En agosto de 2024, el escritor y periodista Ignacio Vera de Rada le hizo una entrevista larga sobre su trayectoria, obra y pensamiento, que se publicó en la edición impresa del periódico paceño Visión 360.

## Cargos ocupados

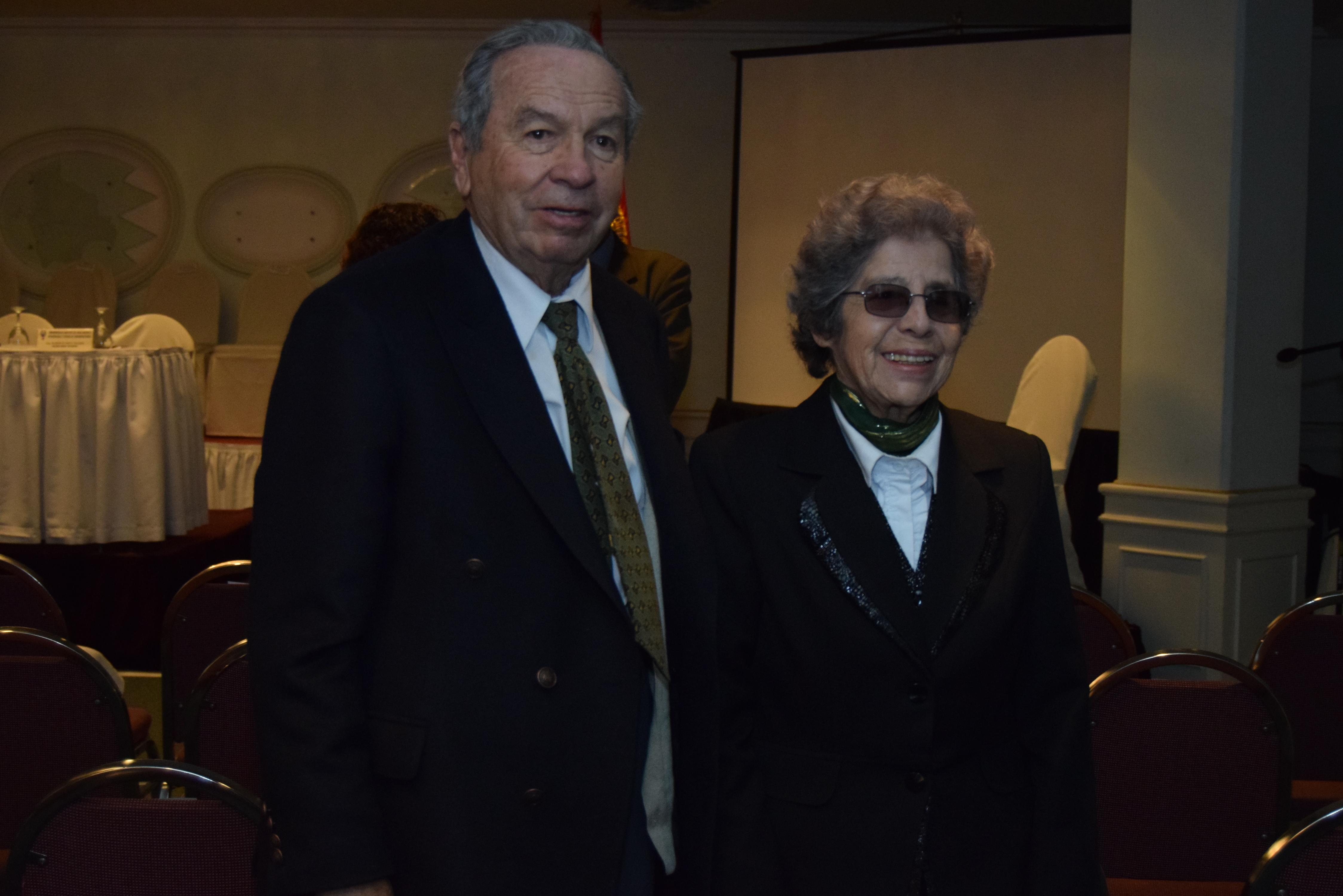
Baptista junto a Matilde Casazola en 2017.

- Subdirector de la Biblioteca Nacional de Sucre
- Secretario del presidente de la República, Víctor Paz Estenssoro (1953 a 1956)
- Ministro consejero de las embajadas de Bolivia en la Santa Sede e Inglaterra (1957 a 1959)
- Ministro de Educación y Cultura de Bolivia
- Embajador de Bolivia en EE. UU. (1982 a 1985)
- Cónsul general de Bolivia en Chile
- Gerente general de la Empresa Nacional de Televisión Boliviana (Canal 7)
- Director del matutino Última Hora (1972 a 1982)
- Presidente de la Comisión de Cultura del Honorable Concejo Municipal de La Paz (1988 a 1989).

## Obra literaria
Algunas de sus obras son:
- Yo fui el orgullo. Vida y pensamiento de Franz Tamayo (1978)
- Biografía de Palacio Quemado (1982)
- Mis hazañas son mis libros. Vida y obra de Augusto Guzmán (1990)
- Historia gráfica de la Guerra del Chaco (2003)
- La muerte de Pando y el fusilamiento de Jáuregui (2009)
- Busch, la flecha incendiaria (2011)
- Cartas para comprender la historia de Bolivia (2017) (forma parte de la Biblioteca del Bicentenario de Bolivia)

## Reconocimientos
- Orden del Sol (Perú, 1955)
- Orden Andrés Bello (Venezuela, 1970)
- Orden San Carlos (Colombia, 1970).
- Premio Nacional de Cultura de Bolivia (1993)
- Premio Nacional de Gestión Cultural Gunnar Mendoza (2004)
- Premio Nacional de Periodismo (2011)